# مار رگراس
مار رِگِراس (اسپانیایی: Mar Regueras‎؛ زادهٔ ۱۱ آوریل ۱۹۷۰) بازیگر اهل اسپانیا است. وی در سال ۲۰۰۲ نامزد دریافت جایزه گویا بهترین بازیگر نقش مکمل زن شد.
از فیلم‌ها یا برنامه‌های تلویزیونی که وی در آن نقش داشته‌است، می‌توان به بیمارستان مرکزی، نینت و بانو با رخپوش سیاه اشاره کرد.